# باغي 4
باغي 4 هو فيلم إثارة وأكشن قادم باللغة الهندية من إخراج أيه. هارشا (في أول فيلم له باللغة الهندية) وإنتاج ساجد ناديادوالا تحت شركة ناديادوالا غراندسون إنترتينمنت . الفيلم من بطولة تايجر شروف، سانجاي دوت، سونام باجوا وهارناز ساندو. إنه الجزء الرابع من سلسلة أفلام باغي.
تم الإعلان عن فيلم باغي 4 في نوفمبر 2024 وسيتم عرضه في دور العرض في 5 سبتمبر 2025.  

## طاقم العمل
- تايجر شروف
- سانجاي دوت
- سونام باجوا
- هارناز ساندو

## روابط خارجية
- باغي 4 على موقع IMDb (الإنجليزية)